# Bernhard IV. von Paderborn
Bernhard IV. († 14. April 1247) war der erste Bernhard zur Lippe auf dem Paderborner Bischofsstuhl und regierte von 1228 bis 1247.
Bernhard war ein Sohn des Edelherren Bernhard II. zur Lippe und dessen Frau Heilwig von Are und hatte insgesamt 10 Geschwister. Die Kinder wurden fast ausnahmslos für geistliche Ämter vorgesehen. Aus dieser Familie entstammten allein 4 Bischöfe und mehrere Klosterfrauen. Sogar der Vater Bernhard II. trat im hohen Alter „mit Zustimmung der Mutter“ in ein Kloster ein.
Bernhards Vater war als weltlicher Edelherr einer der Stifter des Klosters Marienfeld (heute zu Harsewinkel bei Gütersloh). 1196 trat er als Mönch in dieses Kloster ein. Im Alter von 70 Jahren schloss er sich 1211 der Livland-Mission an und wurde Abt in Dünamünde und Bischof von Semgallen (Selburg; episcopus Selonensis).
Des (angehenden) Bischofs Bernhard Bruder Gerhard war erst Dompropst von Paderborn und wurde 1219 zum Erzbischof von Bremen. Bernhard war zunächst Prälat in Utrecht. Beider Bruder Otto zur Lippe war zu der Zeit Otto II. Bischof von Utrecht. Am 1. August ereignete sich im Kampf ihres Bruders Gerhard gegen die aufständischen Stedinger Bauern ein Meuchelmord an Bernhards Brüdern. Bischof Otto II. und Dietrich von Deventer wurden durch den Burggrafen von Coevorden in einen Hinterhalt gelockt und in einem Sumpf verstümmelt und getötet. In der Folge wechselte der Paderborner Bischof Wilbrand in das bedeutendere Bistum Utrecht und ließ den Weg frei für Bernhard, das höchste Kirchenamt in Paderborn zu übernehmen. Geweiht wurde Bernhard 1228 in Bremen durch seinen Bruder Erzbischof Gebhard. Eine Schwester der drei Bischöfe war als Gertrud II. Äbtissin der Reichsabtei Herford.
In seinem neuen Paderborner Bistum konnte Bernhard sehr schnelle Erfolge vorweisen. So widmete er sich insbesondere der Stärkung der Klöster in der Region. Unter anderem zog er die ersten Franziskaner an die Pader und unterstützte deren Klosterbau.
Während seines Pontifikats stürzte wohl im dritten Jahrzehnt der Domturm ein und zerschlug 14 Gewölbejoche. Bernhard IV. musste zur Begleichung der Wiederaufbaukosten Grundbesitz der Bischofskirche veräußern. Bernhard konnte den Wiederaufbau sicherlich auch zur Verwirklichung seiner Vorstellungen nutzen.
Bernhard modernisierte auch die Verfassungsstruktur des Bistums. Durch die Auflösung des Domklosters und die Einführung der bereits in anderen Bistümern üblichen Kurien und Präbenden für die Domherren, wurde die Attraktivität der Domkapitels für Bewerber aus anderen Teilen des Reiches erhöht. Allerdings wurde mit dem neuen System auch der Pfründenwirtschaft Vorschub geleistet.
Auch wurde das Bistum unter Bernhard IV. neu gegliedert. Er schuf die acht Archidiakonatsbezirke Horhusen/Marsberg, Warburg, Driburg/Brakel, Höxter, Steinheim, Lemgo und die Archidiakonate des Dompropstes und des Busdorfstiftes. Er war auch an der Gründung der Stadt Nieheim beteiligt. Bielefeld hingegen, in der tendenziell mit der Herrschaft Lippe verfeindeten Grafschaft Ravensberg, wurde 1214 gegründet, als der Vater Bernhard schon in Livland wirkte und der Sohn Bernhard noch nicht in Paderborn.
Bernhard starb am 14. April 1247 und wurde im Dom zu Paderborn begraben.